# Nikola Gruevski
Nikola Gruevski (makedonsk: Никола Груевски tr. Nikola Gruevski; født 31. august 1970 i Skopje) er en makedonsk økonom og politiker. Han var premierminister for Makedonien fra 28. juli 2006 til 18. januar 2016. Gruevski repræsenter partiet Den Indre Makedonske Revolutionære Organisation-Det Demokratiske Parti for Makedonsk National Enhed (VMRO-DPMNE), og har været partiets leder siden maj 2003.
Fra 1998 til 1999 var Gruevski minister uden portefølje og handelsminister efterfulgt af en længere periode som finansminister fra december 1999 til september 2002. Fra september 2002 til august 2006 var Gruevski medlem af nationalforsamlingen. Han har også repræsenteret Makedonien i Verdensbanken og i Den europæiske bank for genopbygning og udvikling.
Gruevski har sin uddannelse fra St. Klement af Ohrid Universitetet i Bitola og London Securities Institute.